# De Pernas pro Ar 2
De Pernas pro Ar 2 é um filme de comédia brasileiro, dirigido por Roberto Santucci e escrito por Mariza Leão. É estrelado por Ingrid Guimarães, Bruno Garcia e Maria Paula. O elenco também é composto por Eriberto Leão, Denise Weinberg, Cristina Pereira e Christine Fernandes.
O filme entrou em desenvolvimento em janeiro de 2011, com Ingrid Guimarães, Bruno Garcia e Maria Paula já confirmados. Também foi confirmado por Mariza Leão — escritora e produtora do longa-metragem — que a sequência mostrará a protagonista Alice em Nova York, onde, já no primeiro longa, ela tem planos de abrir negócios. Logo depois, sendo confirmados novos nomes, como Eriberto Leão e Christine Fernandes.

## Sinopse
Alice (Ingrid Guimarães) se torna uma empresária bem-sucedida, sem deixar de lado o prazer sexual, também continua trabalhando muito mais. Ela está bastante atarefada devido à abertura da primeira filial de sua sex shop em Nova York, ao lado da sócia Marcela (Maria Paula). Seu grande objetivo é levar para a América um produto erótico inédito, o que faz com que ela fique bastante estressada.
Até que, durante a festa de comemoração pela 100ª loja SexDelícia no Brasil, Alice tem um surto devido ao excesso de trabalho. Ela é internada em um spa comandado pela rígida Regina (Alice Borges), onde conhece várias pessoas que buscam controlar suas obsessões e ansiedades.
Alice mesmo assim decide sair do spa,e já que Regina está muito calma aproveita o ocorrido.
Desta forma Alice consegue ir para NY aonde,vai ao lado de Marcela,da família e da empregada.
Porém  ela deixa isso em segredo da família.(Que foi lá para trabalhar,e não para ferias)
Ela vai trabalhar em NY muito,guardar isso da família e descobrir vários brinquedinhos maravilhosos do ramo do SexDelícia.
Este é o problema do filme e ao mesmo tempo  a comédia do filme:Ela guarda tudo da família em várias situações hilárias.

## Elenco
- Ingrid Guimarães como Alice Segretto[3]
- Maria Paula Fidalgo como Marcela[3]
- Bruno Garcia como João Segretto[4]
- Eduardo Mello como Paulo Segretto (Paulinho)
- Eriberto Leão como Ricardo[5]
- Denise Weinberg como Marion[6]
- Cristina Pereira como Rosa[5]
- Christine Fernandes como Vitória Prattes[5]
- Tatá Werneck como Juliana Tavares
- Wagner Santisteban como Leozinho
- Alice Borges como Regina
- Pia Manfroni como Valéria

### Participações especiais
- Luís Miranda como Mano Love
- Rodrigo Sant'Anna como Garçom Geraldo
- Edmilson Barros como Peão
- Kiria Malheiros como Alice pequena
- Mabelle Louise como filha de Marcela
- Dudu Sandroni como Dr. Rafael
- Gil Hernandez como Marcão
- Ignacio Aldunate como Estevão
- Carlos Sato como Sr. Hiró
- David Meyer como Mr. Gordon
- Billy Blanco Jr. como Investidor americano
- Bruno Bebianno como Investidor
- Diego Kelman Ajuz como Investidor
- Kate Lyra como Madre Mary
- Jaime Leibovitch como Garçom
- Emmanuel Pasqualini como Antoine

## Produção

### Desenvolvimento
Em janeiro de 2011, a produtora e escritora Mariza Leão e a atriz Ingrid Guimarães, confirmaram a sequência de De Pernas pro Ar, para coluna Mônica Bergamo, do jornal Folha de S. Paulo.
De acordo com a produtora Mariza, que está à frente da produtora Morena Filmes juntamente com o marido e cineasta Sérgio Rezende, a sequência do filme mostrará a protagonista Alice em Nova York, onde, já no primeiro longa, ela tem planos de abrir negócios. Mariza, também divulgou que pensa em convidar Heloísa Perissé, Paulo Gustavo e Luís Miranda, nome de outra produção sua, Meu Nome Não É Johnny, de 2008.

### Filmagens
Foi rodado entre abril e maio de 2012, com locações no Rio de Janeiro e em Nova York. Segundo o website AdoroCinema a equipe do longa-metragem, foi surpreendida pelo assédio de brasileiros que passavam pelo local das filmagens. Várias cenas tiveram que ser interrompidas pelos pedidos de autógrafos dos fãs. Em outro momento, quando a personagem de Ingrid Guimarães corre pelas ruas gritando o nome do marido, várias pessoas vieram ajudá-la sem perceber que se tratava de uma filmagem, e a atriz apelou para o improviso para incorporar a participação dos anônimos à cena.

## Recepção

### Crítica
Marcelo Hessel em sua crítica para o Omelete disse, "Reprise de tema à parte, essa trama permite que o diretor Roberto Santucci faça em De Pernas pro Ar 2 uma comédia de erros rápida, escorada no fôlego cômico de Ingrid Guimarães. Comédias de erros são especialidade nacional, enfim, e a primeira metade (...) desembesta de uma elipse a outra. (...) Santucci corta meio a esmo de close-up em close-up, com ângulos que não seguem eixo definido, então essa aleatoriedade acaba somando, anarquicamente, ao humor da cena. Há outros momentos em que a edição [sem sentido], proposital ou não, gera efeito cômico (...) e ver o filme em digital de alta resolução numa sala 4K deixa o chroma key das cenas nos [Estados Unidos] ainda mais tosco, o que aumenta a suspeita de que [o filme] talvez seja um fluxo de consciência sob efeito de rebite."
Na crítica publicada pela equipe do Cinema com Rapadura diz que "não demora muito para percebermos a fragilidade do roteiro de Paulo Cursino e Marcelo Saback, que além de reciclar a premissa, não aproveita o potencial para algo diferente (...) acompanhamos um segundo ato cansativo e cheio de situações repetitivas (...) [existe uma] impressão de que o roteiro foi modificado de última hora só para irem filmar em Nova York, pensando ingenuamente que isto seria um atrativo a mais para os espectadores, que são tratados como crianças ou adultos idiotas (...) O senso de ridículo continua quando percebemos que vários momentos, supostamente em solo americano, são claramente filmados em chroma[key] (...) Isso não é motivo para constrangimento, visto que quando a questão é economizar, a própria Hollywood é o mestre das ilusões. Porém, quando o resultado final beira o amadorismo, evidenciando a diferença brusca de textura entre o plano de fundo e os personagens, somos obrigados a reclamar."

### Bilheteria
A comédia brasileira teve boa receptividade nas bilheterias, levando nos cinco primeiros dias de exibição cerca de 600 mil pessoas, tornando-se então líder no período. Em 15 de janeiro de 2013, o filme havia atingido a marca de 2,5 milhões de espectadores, logo depois em 28 de janeiro é confirmado, pela responsável por monitorar os números de bilheterias no Brasil a Rentrak Brazil, que o filme já possui mais de 4 milhões de espectadores. A sequência de De Pernas pro Ar, lançado em 2010, desbancou grandes produções americanas, como The Hobbit: An Unexpected Journey, Cloud Atlas e Django Unchained, que foram lançados na mesma semana. Também no mesmo dia, a atriz Ingrid Guimarães, que estrela a franquia, usou a rede social Facebook para agradecer ao público que assistiu o filme.

## Sequência
Em junho de 2012, em uma entrevista para Folha de S. Paulo, a produtora Mariza Leão, revelou sua opinião sobre o possível terceiro filme da série, comparando-o com a tradição das comédias americanas, como American Pie, que apostam em continuações. Mas a sequência, só veio a ser confirmada em 23 de janeiro de 2013, pelo site Cine Pop o filme ultrapassou a marca de quatro milhões de espectadores, assim fazendo com que a distribuidora Paris Filmes confirmasse a data de lançamento de uma nova sequência. De Pernas pro Ar 3 estava agendado para estrear no dia 25 de dezembro de 2015, o que não aconteceu. No dia 27 de fevereiro de 2018, o diretor Roberto Santucci em entrevista ao CinePop, confirmou que não iria dirigir o terceiro filme da franquia. A estréia ficou marcada então para dezembro de 2018 com direção de Julia Rezende. Maria Paula e Bruno Garcia foram confirmados em seus papéis junto com a estrela da franquia, Ingrid Guimarães